# 肯亞塔國際會議中心
肯亞塔國際會議中心（Kenyatta International Convention Centre）是肯亞奈洛比的一棟建築，共32層樓，高105公尺。大樓完工於1974年，以國際會議、展覽用途為主。至1980年代前肯亞塔國際會議中心頂樓亦設置有旋轉餐廳。

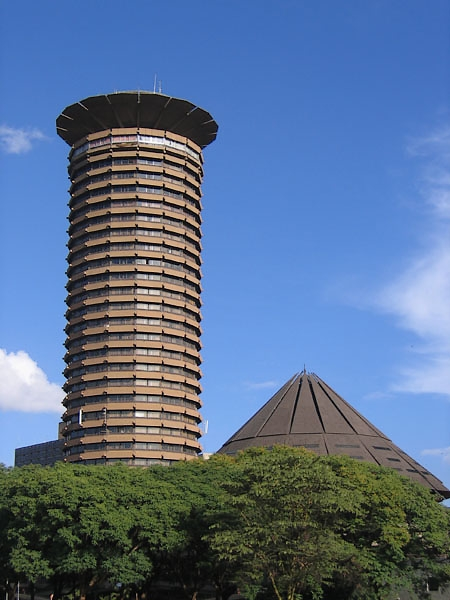
肯亞塔國際會議中心